# Radio Herrijzend Nederland

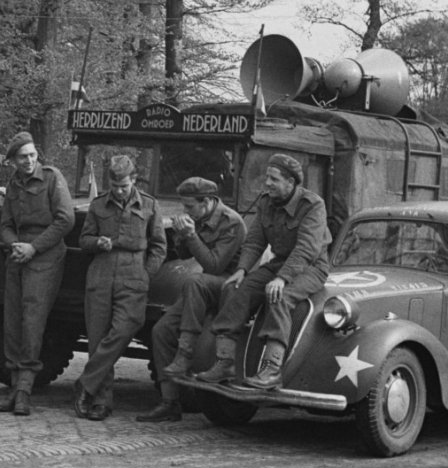
Reportagewagen na de capitulatie mei 1945 in Apeldoorn

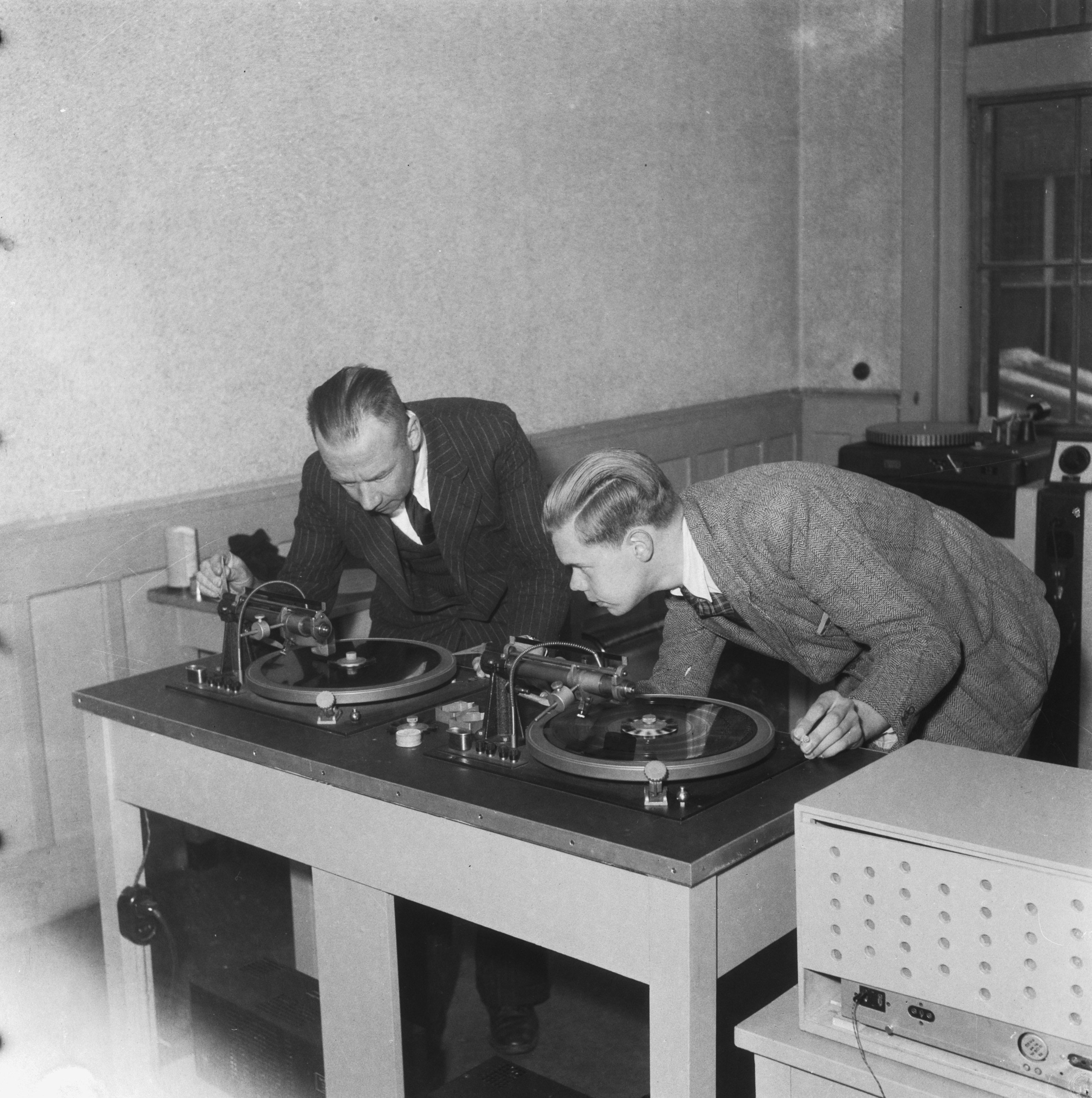
Medewerkers van Radio Herrijzend Nederland met een grammofoonplatenmachine

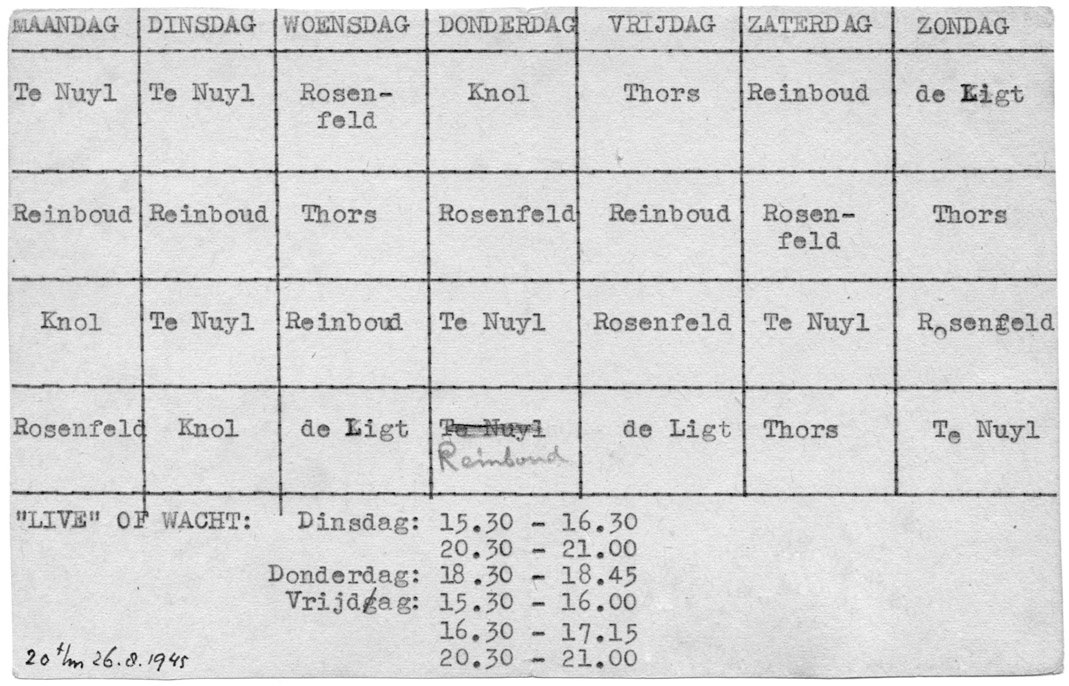
Nieuwsleesschema augustus 1945 Herrijzend Nederland

Radio Herrijzend Nederland was een radio-omroep die van 1944 tot 1946 uitzond vanuit Eindhoven onder verantwoordelijkheid van Sectie XI van het Militair Gezag.
Eindhoven werd bevrijd op 18 september 1944. In het geheim was bij Philips al gebouwd aan een radiozender. Daarmee werd op 3 oktober het eerste programma uitgezonden. Omroeper was de journalist H.J. van den Broek, chef van Radio Oranje.

## Uitzendingen
De uitzendingen vonden iedere dag plaats tussen 7:00 en 9:30, 12:00 en 13:30, en tussen 17:00 en 22:15 op de 420 meter. Bekende medewerkers van Herrijzend Nederland waren Max Dendermonde, Arie Kleijwegt, Fred Knol, Joop Landré, Kees Middelhoff, Karel Nort, Netty Rosenfeld, Tonny Schifferstein, Benny Vreden en Frits Thors. Tijdens de tijd tot de bevrijding van het hele land probeerden zij de mensen in bezet gebied moed in te spreken, en tegenwicht te geven aan de Duitse propaganda. Nort had de eer de luisteraars het nieuws mee te delen van de Duitse capitulatie.
Na de bevrijding heeft Herrijzend Nederland nog uitgezonden t/m 19 januari 1946. Na de bevrijding waren elders in het land andere Herrijzend Nederland-zenders actief, zoals de Haagse zender Herrijzend Nederland III. Algemene uitzendingen, zoals de nieuwsdienst, vielen daarna onder de stichting Stichting Radio Nederland in den Overgangstijd. Overige uitzendingen werden weer door de oude omroepverenigingen verzorgd vanuit Hilversum, dit tot teleurstelling van Van den Broek, enkele ministers en een aantal personeelsleden van diverse omroepen, die voorstander waren van één nationale omroep. Aansluitend werd Van den Broek in 1947 de eerste directeur van Radio Nederland Wereldomroep. Deze verving de reeds voor de oorlog bestaande kortegolfprogramma's van PHOHI en PCJ.
- 1e reportage vanuit een reportagewagen op bevrijd Nederlands grondgebied (4 november 1944)
- Toespraak bij de jaarwisseling uit bevrijd gebied tot Holland, de West en Nederlandsch Indie (31 december 1944).
- Ir. F.Q. den Hollander (secretaris generaal van Handel en Nijverheid) over het herstel na de oorlog (1 mei 1945).
- Bericht waarin het definitieve einde van de oorlog in Europa wordt aangekondigd. Alle Duitse strijdkrachten hebben gecapituleerd (7 mei 1945).